# 大久保站 (東京都)
大久保站（日语：／ Ōkubo eki */?）是位於日本東京都新宿區百人町一丁目，屬於東日本旅客鐵道（JR東日本）中央本線的鐵路車站。車站編號是JB 09。JR東日本車站服務受托的業務委托站。此站只有行走緩行線的中央·總武線各站停車停靠。依據特定都區市內，本站屬於「東京都區內」。
在JR的情況，為了與奧羽本線的「大久保站」與山陽本線的「大久保站」分別，乘車券等以代表中央線的「（中）大久保」顯示。另外，此站屬於JR的特定都區市內制度的「東京都區內」，東京站起單向的營業距離201公里以上（1公里未滿視作1公里）的車站到發的乘車券的情況也作「東京都區內」。

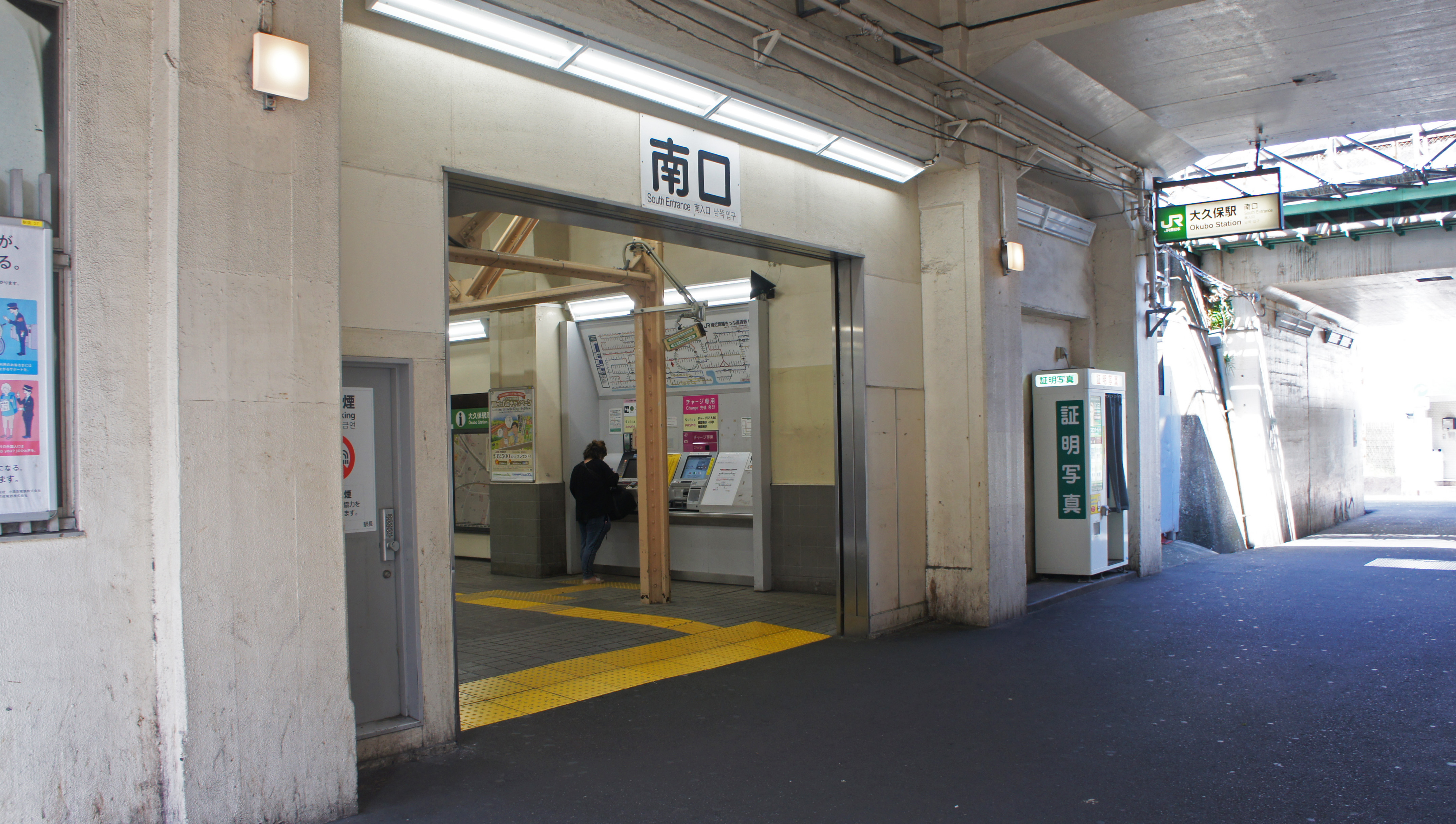
南口（2019年9月）

## 車站構造
本站為島式月台1面2線的高架車站。出入口有北口與南口2個。

### 月台配置
| 月台 | 路線                    | 方向 | 目的地               |
| ---- | ----------------------- | ---- | -------------------- |
| 1    | 中央·總武線（各站停車） | 西行 | 中野、三鷹方向       |
| 2    | 中央·總武線（各站停車） | 東行 | 新宿、東京、千葉方向 |

（來源：JR東日本:車站構內圖 （页面存档备份，存于））

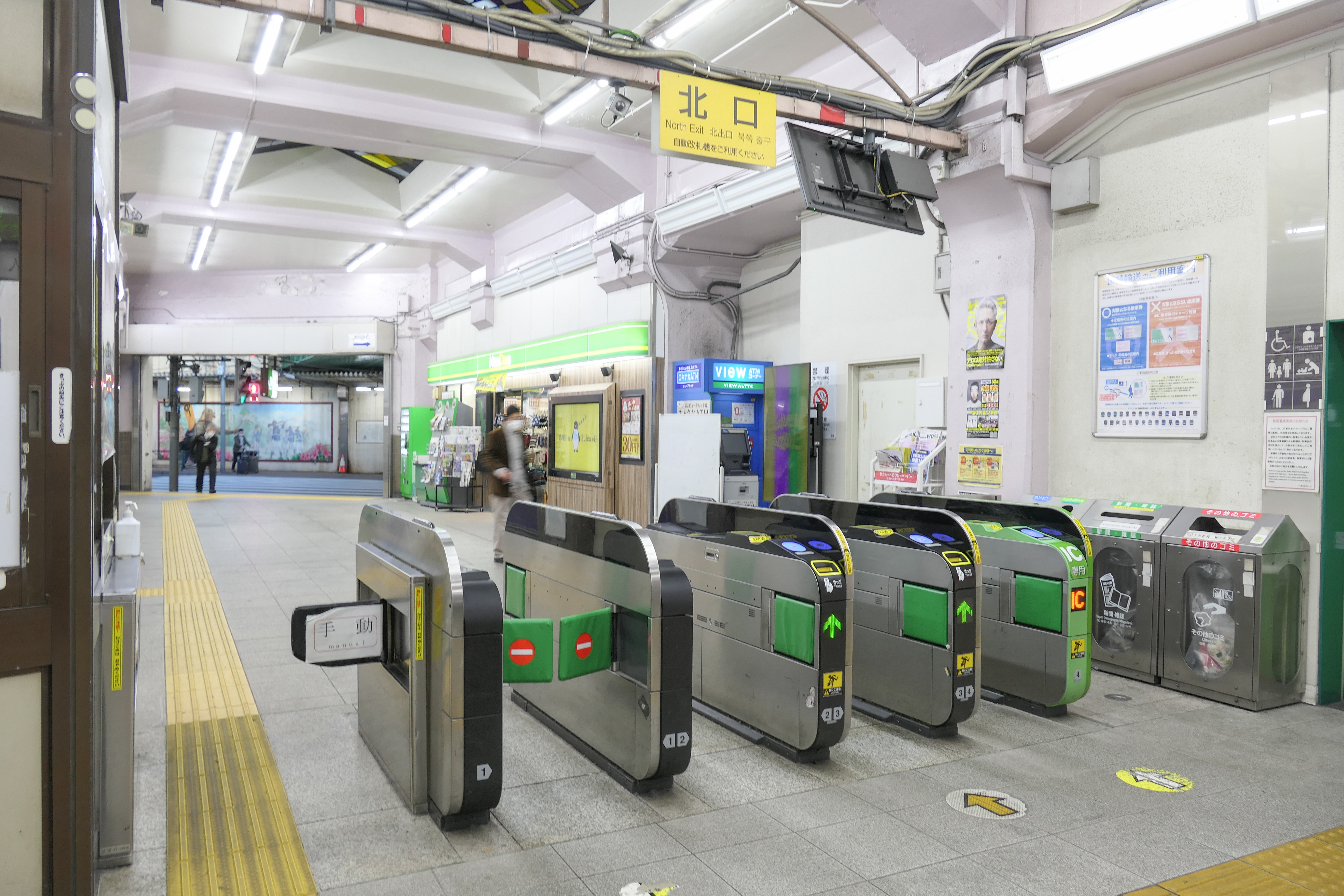
北驗票口（2022年12月）
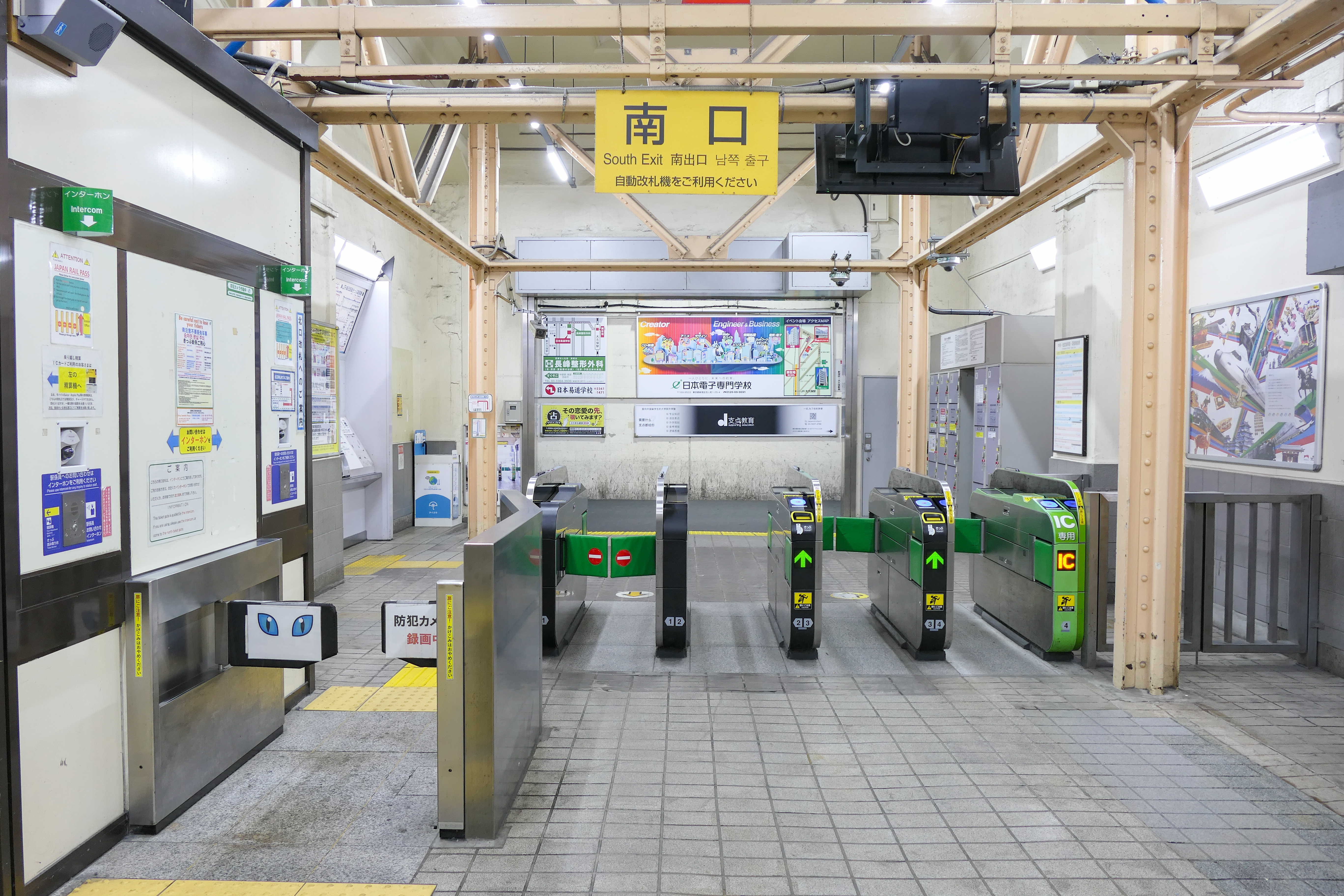
南驗票口（2022年12月）
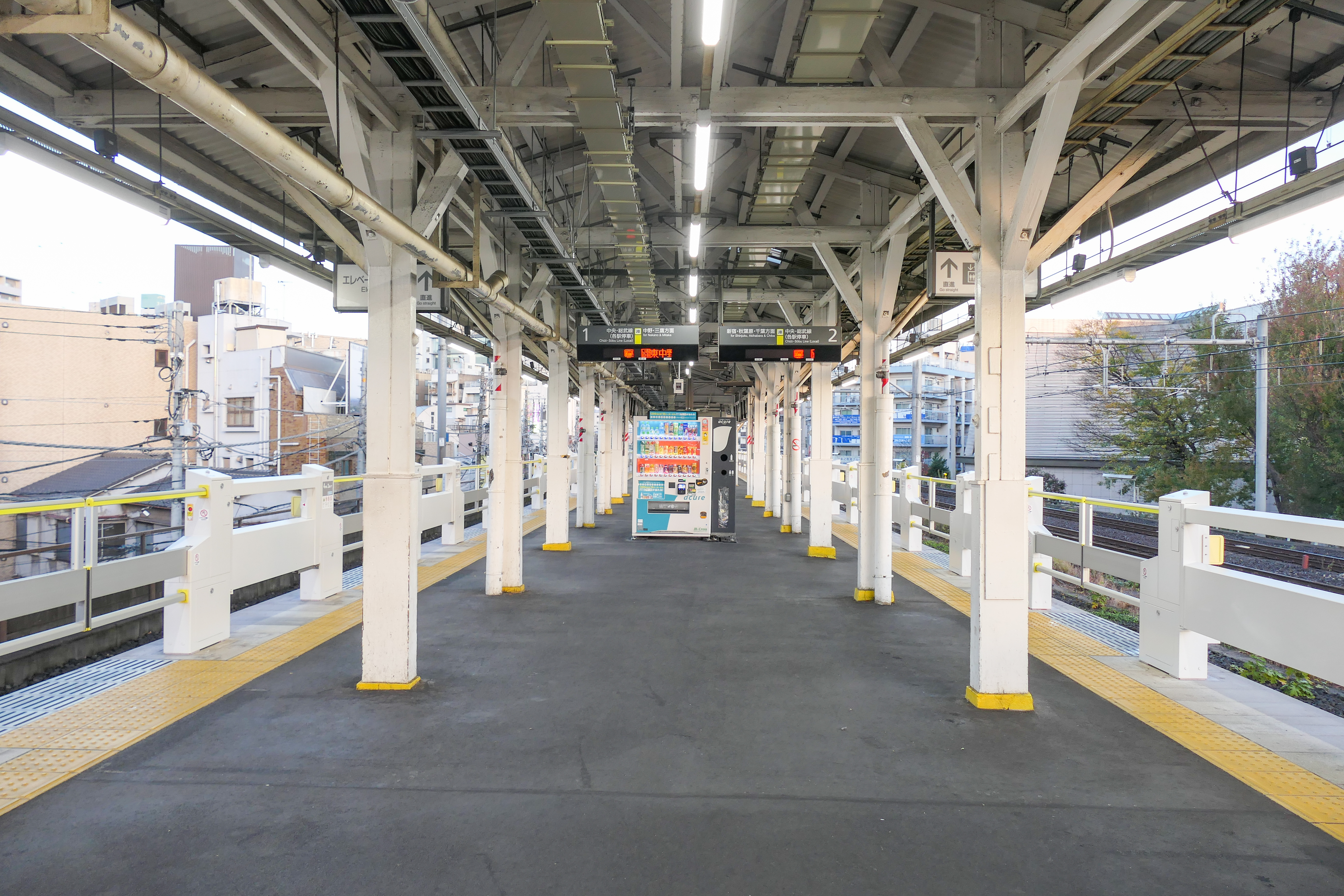
1號與2號月台（2022年12月）

## 利用狀況
2019年（令和元年）度1日平均上車人次為27,678人。
近年的推移如下表。
| 年度               | 1日平均 上車人次 | 來源     |
| ------------------ | ---------------- | -------- |
| 1990年（平成02年） | 27,203           | [ * 1 ]  |
| 1991年（平成03年） | 28,383           | [ * 2 ]  |
| 1992年（平成04年） | 29,266           | [ * 3 ]  |
| 1993年（平成05年） | 28,353           | [ * 4 ]  |
| 1994年（平成06年） | 27,142           | [ * 5 ]  |
| 1995年（平成07年） | 26,571           | [ * 6 ]  |
| 1996年（平成08年） | 26,474           | [ * 7 ]  |
| 1997年（平成09年） | 25,828           | [ * 8 ]  |
| 1998年（平成10年） | 25,693           | [ * 9 ]  |
| 1999年（平成11年） | 25,331           | [ * 10 ] |
| 2000年（平成12年） | 25,558           | [ * 11 ] |
| 2001年（平成13年） | 25,486           | [ * 12 ] |
| 2002年（平成14年） | 25,660           | [ * 13 ] |
| 2003年（平成15年） | 25,261           | [ * 14 ] |
| 2004年（平成16年） | 24,289           | [ * 15 ] |
| 2005年（平成17年） | 23,991           | [ * 16 ] |
| 2006年（平成18年） | 24,043           | [ * 17 ] |
| 2007年（平成19年） | 24,373           | [ * 18 ] |
| 2008年（平成20年） | 24,587           | [ * 19 ] |
| 2009年（平成21年） | 24,087           | [ * 20 ] |
| 2010年（平成22年） | 24,343           | [ * 21 ] |
| 2011年（平成23年） | 23,997           | [ * 22 ] |
| 2012年（平成24年） | 24,387           | [ * 23 ] |
| 2013年（平成25年） | 24,775           | [ * 24 ] |
| 2014年（平成26年） | 24,739           | [ * 25 ] |
| 2015年（平成27年） | 25,755           | [ * 26 ] |
| 2016年（平成28年） | 26,420           | [ * 27 ] |
| 2017年（平成29年） | 27,404           | [ * 28 ] |
| 2018年（平成30年） | 28,350           | [ * 29 ] |
| 2019年（令和元年） | 27,678           |          |

## 車站周邊
- 與山手線新大久保站距离約300m，但因隔鄰的新宿站可轉乘山手線，此站沒有連接新大久保站的機能。
  - 因此本站部分區域特意挂出告示：“本站為中央綫大久保站，不是山手綫新大久保站。”，以防止乘客因兩座車站距离以及名稱接近而錯誤搭乘。
- 車站附近，朝鮮、韓國與泰國等亞洲料理店甚多。而周邊的専門學校甚多，成為了學生街，有很多廉價的定食屋。
- 大久保通（東京都道433號）
- 周邊街道資料參考大久保。

### 巴士路線
都營巴士
- 飯62　都營飯田橋站～牛込柳町站～飯田橋～大久保站～小滝橋車庫
- 橋63　新橋站～市谷站～牛込柳町站～大久保站～小滝橋車庫

關東巴士、KB巴士 (ケイビー巴士)
- 宿02　新宿西口～大久保站～小滝橋～落合南長崎站～丸山營業所
- 宿05　新宿西口～大久保站～東中野二丁目～中野站～野方
- 宿07　新宿西口～大久保站～小滝橋～阿佐谷營業所
- 宿08　新宿西口～大久保站～小滝橋～中野站

## 历史
- 1895年（明治28年）5月5日 - 車站啟用（由甲武鐵道設置）
- 1906年（明治39年）4月 - 新宿至本站間路段複線化
- 1906年（明治39年）9月 - 本站至中野間路段複線化
- 1906年（明治39年）10月1日 - 甲武鐵道依鐵道國有法國有化
- 1928年（昭和3年）5月11日 - 複線化（急行線設置月台）
- 1931年（昭和6年）3月 - 高架化工事完成
- 1949年（昭和24年）6月1日 - 日本國有鐵道成立，本站也轉移成為日本國鐵的車站。
- 1987年（昭和62年）4月1日 - 國鐵分割民營化，大久保車站的營運由JR東日本繼承。

## 相鄰車站
東日本旅客鐵道
 中央·總武線（各站停車）
新宿（JB 10）－大久保（JB 09）－東中野（JB 08）

### 利用狀況
1. ↑  東京都統計年鑑 （页面存档备份，存于） - 東京都
2. ↑  新宿区の概況 （页面存档备份，存于） - 新宿区

JR東日本2000年度以後的上車人次
1. ↑  各駅の乗車人員（2000年度） （页面存档备份，存于） - JR東日本
2. ↑  各駅の乗車人員（2001年度） （页面存档备份，存于） - JR東日本
3. ↑  各駅の乗車人員（2002年度） （页面存档备份，存于） - JR東日本
4. ↑  各駅の乗車人員（2003年度） （页面存档备份，存于） - JR東日本
5. ↑  各駅の乗車人員（2004年度） （页面存档备份，存于） - JR東日本
6. ↑  各駅の乗車人員（2005年度） （页面存档备份，存于） - JR東日本
7. ↑  各駅の乗車人員（2006年度） （页面存档备份，存于） - JR東日本
8. ↑  各駅の乗車人員（2007年度） （页面存档备份，存于） - JR東日本
9. ↑  各駅の乗車人員（2008年度） （页面存档备份，存于） - JR東日本
10. ↑  各駅の乗車人員（2009年度） （页面存档备份，存于） - JR東日本
11. ↑  各駅の乗車人員（2010年度） （页面存档备份，存于） - JR東日本
12. ↑  各駅の乗車人員（2011年度） （页面存档备份，存于） - JR東日本
13. ↑  各駅の乗車人員（2012年度） （页面存档备份，存于） - JR東日本
14. ↑  各駅の乗車人員（2013年度） （页面存档备份，存于） - JR東日本
15. ↑  各駅の乗車人員（2014年度） （页面存档备份，存于） - JR東日本
16. ↑  各駅の乗車人員（2015年度） （页面存档备份，存于） - JR東日本
17. ↑  各駅の乗車人員（2016年度） （页面存档备份，存于） - JR東日本
18. ↑  各駅の乗車人員（2017年度） （页面存档备份，存于） - JR東日本
19. ↑  各駅の乗車人員（2018年度） （页面存档备份，存于） - JR東日本
20. ↑  各駅の乗車人員（2019年度） （页面存档备份，存于） - JR東日本

東京都統計年鑑
1. ↑  .   [2020-07-29]. （原始内容存档于2016-03-05）.
2. ↑  .   [2020-07-29]. （原始内容存档于2016-03-05）.
3. ↑  .   [2017-12-05]. （原始内容存档于2013-08-15）.
4. ↑  .   [2017-12-05]. （原始内容存档于2013-02-03）.
5. ↑  .   [2017-12-05]. （原始内容存档于2013-02-03）.
6. ↑  .   [2017-12-05]. （原始内容存档于2013-02-03）.
7. ↑  .   [2017-12-05]. （原始内容存档于2013-02-03）.
8. ↑  .   [2017-12-05]. （原始内容存档于2016-03-04）.
9. ↑  東京都統計年鑑（平成10年）PDF
10. ↑  東京都統計年鑑（平成11年）PDF
11. ↑  .   [2017-12-05]. （原始内容存档于2016-03-04）.
12. ↑  .   [2017-12-05]. （原始内容存档于2016-03-04）.
13. ↑  .   [2017-12-05]. （原始内容存档于2017-07-29）.
14. ↑  .   [2017-12-05]. （原始内容存档于2017-07-29）.
15. ↑  .   [2017-12-05]. （原始内容存档于2017-07-29）.
16. ↑  .   [2017-12-05]. （原始内容存档于2017-07-29）.
17. ↑  .   [2017-12-05]. （原始内容存档于2017-07-29）.
18. ↑  .   [2017-12-05]. （原始内容存档于2017-07-29）.
19. ↑  .   [2017-12-05]. （原始内容存档于2017-07-29）.
20. ↑  .   [2017-12-05]. （原始内容存档于2016-03-26）.
21. ↑  .   [2017-12-05]. （原始内容存档于2016-03-27）.
22. ↑  .   [2017-12-05]. （原始内容存档于2016-03-25）.
23. ↑  .   [2017-12-05]. （原始内容存档于2016-03-27）.
24. ↑  .   [2017-12-05]. （原始内容存档于2016-03-22）.
25. ↑  .   [2017-12-05]. （原始内容存档于2017-07-30）.
26. ↑  .   [2017-12-05]. （原始内容存档于2018-11-09）.
27. ↑  .   [2020-07-29]. （原始内容存档于2019-05-02）.
28. ↑  .   [2020-07-29]. （原始内容存档于2019-12-03）.
29. ↑  .   [2020-07-29]. （原始内容存档于2020-08-04）.

## 外部連結
- 車站資訊（大久保）：東日本旅客鐵道

35°42′04″N 139°41′49″E / 35.701°N 139.697°E